# 682 Hagar
682 Hagar је астероид главног астероидног појаса чија средња удаљеност од Сунца износи 2,651 астрономских јединица (АЈ).
Апсолутна магнитуда астероида је 12,2 а геометријски албедо 0,047.